# رانسفورد سيلاسي
رانسفورد سيلاسي (بالإنجليزية: Ransford Selasi)‏ (19 أغسطس 1996 بغانا - ) هو لاعب كرة قدم غاني في مركز الوسط. لعب مع نادي بيسكارا.

## وصلات خارجية
- رانسفورد سيلاسي على موقع قاعدة بيانات كرة القدم.إي يو (الإنجليزية)
- رانسفورد سيلاسي على موقع بيانات كرة القدم. دي إي (الألمانية)
- رانسفورد سيلاسي على موقع ليكيب (الفرنسية)
- رانسفورد سيلاسي على موقع Soccerbase.com (لاعب) (الإنجليزية)
- رانسفورد سيلاسي على موقع Soccerway.com (الإنجليزية)
- رانسفورد سيلاسي على موقع عالم كرة القدم.نت (الإنجليزية)
- رانسفورد سيلاسي على موقع AS.com (الإسبانية)